# John Tatham
John Tatham (fl.  1632-1664) était un dramaturge anglais du milieu du XVIIe siècle.
On sait peu de choses de lui. Il était un Cavalier, qui haïssait les Puritains et les Écossais, et il avait sans doute été au service du comte de Carnarvon en 1642. Il inventa un dialecte, prétendant que c'était sa langue vernaculaire. Fancy's Theatre, qui rassemble ses poèmes, fut publié en 1640.
Il commença à écrire très tôt, puisque sa pastorale Love crowns the End fut composée et jouée en 1632, alors qu'il n'avait guère plus de vingt ans.
Il semble avoir succédé à John Taylor (1580-1653) et à Thomas Heywood dans la charge d'écrire le spectacle du lord-maire (« lord mayor's show ») à Londres. Il produisit en effet huit parades pour cette festivité pendant les années 1657 à 1664. Sept d'entre elles furent intitulées Triomphes de Londres. Il écrivit aussi plusieurs drames pour le théâtre, et London's Glory, un divertissement pour célébrer le retour du roi Charles II à Londres lors de la Restauration. Ce divertissement fut présenté le 5 juillet 1660.
Parmi ses pièces connues, on peut citer :
- Love Crowns the End, une pastorale (1632; imprimée en 1646)
- The Distracted State, une tragédie (1641; imprimée en 1651)
- The Scots Figgaries, or a Knot of Knaves, une comédie écrite en grande partie dans un dialecte curieux, sans rapport avec les dialectes écossais (imprimée en 1652)
- The Rump, or the Mirrour of the late Times, une comédie (imprimé en 1660).

En 1682, Aphra Behn adapta The Rump pour faire son The Roundheads.